# Pierre Galet
Pierre Galet (nacido el 28 de enero de 1921 - muerto el 30 de diciembre de 2019) era un ampelógrafo francés y autor que fue una figura influyente en la ampelografía del siglo XX antes de que la descripción del ADN fuera ampliamente utilizada. A principios de los años 1950, Pierre Galet introdujo un sistema para identificar variedades basado en la forma, contornos y características de las hojas de vid, pecíocolos, brotes, tipos de brotes, racimos de uvas, así como el color, el tamaño, contenido de semillas y sabor de las uvas. Por el impacto y comprensividad de su trabajo ganó la consideración de «padre de la ampelografía moderna». Empezó publicando sobre ampelografía en los años 1950 y su tesis doctoral fue presentada en 1967. También ha escrito libros populares de ciencia sobre las variedades de uva. Galet fue activo en el Colegio Nacional Superior Agronómico de Montpellier.

## Biografía
Pierre Galet nació en Mónaco en 1921 y pasó buena parte de su vida en el sur de Francia. Durante la Segunda Guerra Mundial Galet se ocultó de las autoridades alemanas en la Universidad de Montpellier. Aquí pasó una gran cantidad de tiempo en la colección de vitis del Departamento de Viticultura que incluía ejemplos de vides de todo el mundo. Mientras tuvo la posibilidad de estudiar las diferencias y aprender sobre las diferentes variedades. Después de la guerra, Galet pudo aceptar un puesto como maestro en la Universidad de 1946 a 1989, donde estuvo en la vanguardia de los avances en ampelografía y fue profesor de algunos de los líderes ampelógrafos de finales del siglo XX. Entre sus estudiantes estuvo Paul Truel, quien pudo categorizar e identificar varias variedades de uvas de vinos de Australia y Portugal. En añadidura a la enseñanza, Galet viajó a las regiones vitícolas de los Estados Unidos, Suramérica, Chipre, el norte de África, Asia y a través de Europa identificando variedades de uva y asentó las disputas legales que las envuelven. Una de las disputas legales incumbe a las regulaciones de la Unión Europea para prohibir el uso de la vid americana vitis lambrusca, como la Isabella y la Noah, en los viñedos europeos. Galet ha estado implicado contra el mandato obligatorio de desarraigo de esas vides creyendo que la prohibición es anacrónica.

## Descubrimientos y hallazgos
Durante el curso de su trabajo, Galet ha identificado unas cien variedades de uva distintas de la familia Pinot. También ha identificado vides alrededor del mundo que erróneamente se pensaba que eran Pinot, mucho antes de que la huella de ADN fuera ampliamente utilizada. Uno de estos sucesos pasó en California en los años 1980, cuando Galet descubrió que las vides elaboradas como Pinot blanc eran realmente Melón de Borgoña, una comúnmente asociada a los vinos moscatel del valle del Loira. Esta vid llamada Pinot blanc fue proveída por la Universidad de California que la etiquetó mal.

## Escritos
Entre 1956 y 1964, Galet publicó Cépages et vignoble de France, un catálogo de cuatro volúmenes de variedades de uva de vino francés. En 1977 y 1982, su trabajo de dos volúmenes Maladies et parasites de la vigne, sobre varias enfermedades de alimentos y uvas, que fue desarrollada y continuada por su quinta edición de su libro de bolsillo Précis de viticulture en 1988. En el 2000, Galet lanzó el Dictionnaire encyclopédique des cépages, un comprensivo catálogo de variedades de uva alrededor del mundo que incluía sus sinónimos internacionales. Su estudiante, el ampelógrafo Lucie Morton, fue influyente por muchas traducciones de los trabajos de Galet al inglés.

## Premios y reconocimientos
Por los avances en viticultura y ampelografía de su trabajo, Galet fue hecho un Officier de l'Ordre du Mérite Agricole. En 1983, le fue dado un premio de reconocimiento especial por L'Office national interprofessionnel des vins, la asociación de viticultores franceses, por toda su obra.